# 穆宰
穆宰（法語：Mouzay，法語發音：[muzɛ] ⓘ）是法国默兹省的一个市镇，位于该省北部，属于凡尔登区。

## 地理
穆宰（49°27'45"N, 5°13'1"E）面积35.73 平方千米，位于法国大東部大區默兹省，该省份为法国西北部内陆省份，北与比利时接壤，西接马恩省和阿登省，南至上马恩省和孚日省，东临默尔特-摩泽尔省。
与穆宰接壤的市镇（或旧市镇、城区）包括：巴隆、卢瓦松河畔瑞维尼、利翁德旺丹、卢瓦松河畔卢皮、布拉东河畔米利、蒙德旺萨塞、米尔沃、默兹河畔萨塞、索尔莫里-维勒弗朗什、斯特奈。

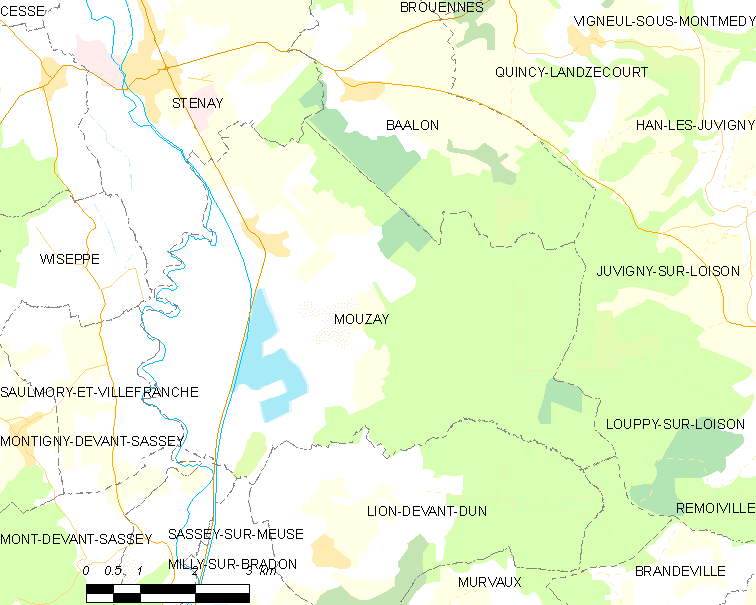
穆宰的OSM定位图

穆宰的时区为UTC+01:00、UTC+02:00（夏令时）。

## 行政
穆宰的邮政编码为55700，INSEE市镇编码为55364。

## 政治
穆宰所属的省级选区为斯特奈县。

## 人口

1962-2008年间穆宰人口变化图示

穆宰于2022年1月1日时的人口数量为650人。